# Hertogdom Saksen-Römhild
Saksen-Römhild was een hertogdom van de Ernestijnse linie in Thüringen dat bestond van 1680 tot 1710. Via de Nexus Gothanus maakte het deel uit van Saksen-Gotha-Altenburg.
Bij het hoofdverdelingsverdrag van het hertogdom Saksen-Gotha in 24 februari 1680 werden de ambten Römhild, Themar en Königsberg, de Kellerei Behrungen, de Rohr- of kloosterhof in Milz en de lenen, die 1665 van Echter von Mespelbrunn aan Saksen gevallen waren, toegekend aan hertog Hendrik, een zoon van Ernst I van Saksen-Gotha.
Het land had niet de status van rijksstand, maar was een soort autonoom gebied binnen Saksen-Gotha. Er was ook geen statenvergadering, de standen waren met een commissie vertegenwoordigd in de Landdag te Gotha.
De hertog bracht het land in de kortst mogelijke tijd in de financiële problemen. Reeds in 1683 was de hertog genoodzaakt het ambt Königsberg tegen een jaarlijkse vergoeding aan Saksen-Hildburghausen af te staan.
Na het uitsterven van Saksen-Coburg in 1699 werden de aanspraken van de hertog door de andere linies afgekocht. Na de dood van Bernhard van Saksen-Weimar in 1706 verkreeg de hertog de inkomsten van het senioriaatsambt Oldisleben.
Na de kinderloze dood van hertog Hendrik in 1710 ontstond er een erfstrijd tussen de andere takken van het huis Saksen-Gotha. Uiteindelijk kwam de volgende verdeling tot stand:
- 2/3 van het ambt Römhild aan Saksen-Meiningen
- 1/3 van het ambt Römhild aan Saksen-Coburg-Saalfeld
- 7/12 van het ambt Themar aan Saksen-Gotha
- 5/12 van het ambt Themar aan Saksen-Coburg-Saalfeld
- het ambt Behrungen aan Saksen-Hildburghausen

Het ambt Römhild behoorde formeel tot het vorstelijk graafschap Henneberg. Met Henneberg-Römhild was een zetel op de vorstenbank van de Frankische Kreits verbonden.